# 夕霧花園
《夕霧花園》（英語：The Garden of Evening Mists）是馬來西亞小說家陳團英的第二部英语小說，於2012年出版。繁體中文版由貓頭鷹出版社出版。

## 主要人物
- 張雲林
- 中村有朋
- Frederik Gemmell
- Magnus Gemmell
- 張雲紅
- Emily

## 獎項及提名
該書於2012年7月25日提名布克奖，並於9月11日獲得入圍。
2013年3月14日，獲得英仕曼亚洲文学奖。
2014年国际IMPAC都柏林文学奖的八件入圍作品之一。

## 改編電影
該部電影为马来西亚出品，由臺灣導演林書宇执导，主演陣容為李心潔、阿部寛、張艾嘉、大衛·奧克斯、約翰·漢納、朱利安·山德斯。